# Perisama tabaconas
Perisama tabaconas är en fjärilsart som beskrevs av Percy I. Lathy. Perisama tabaconas ingår i släktet Perisama och familjen praktfjärilar. Inga underarter finns listade i Catalogue of Life.